# 진도항
진도항(珍島港)은 전라남도 진도군 임회면 팽목리에 있는 1998년 2월 24일 국가지정어항이 된 소규모 어항이다. 조도면으로 가는 배가 다닌다. 2013년 팽목항(彭木港)에서 진도항으로 개명하였다.

## 역사
- 1996년 12월 해양수산부에 연안항 지정 신청을 내어 1998년 2월 해양수산부로부터 연안항 지정고시를 받았다.[1]

## 같이 보기
- 세월호 침몰 사고